# Stan (стриминговый сервис)
Stan (стилизованно как Stan.) — австралийский стриминговый сервис, запущенный 26 января 2015 года. Изначально Stan должен был называться StreamCo Media, однако в декабре 2014 года, за месяц до запуска, сервис был переименован и получил своё нынешнее название.
Сервис предлагает широкий выбор фильмов и телепередач как местного, так и зарубежного производства, особенно из США и Великобритании. Stan также включает в себя растущую библиотеку собственного оригинального кино- и телеконтента. По состоянию на июнь 2023 года у Stan имеется более 2,6 миллиона подписчиков, что делает его четвёртым по величине стриминговым сервисом в Австралии после Disney+, Amazon Prime Video и Netflix.
Первым оригинальным сериалом Stan стал комедийный сериал «Ничего не происходит», премьера которого состоялась в октябре 2015 года.

## Контент
В феврале 2015 года было объявлено, что Stan разрабатывает сразу 2 оригинальных сериала: хоррор-сериал «Волчья яма» и политический триллер «Враги государства». Тогда же было подтверждено, что о дальнейших будущих проектах будет объявлено позже.
1 мая 2015 года Stan анонсировал свой первый сериал — «Ничего не происходит», премьера которого состоялась 22 октября того же года на Stan. 15 декабря 2015 года сериал был официально продлён на второй сезон.

### Оригинальные сериалы
- «Ничего не происходит» (2015—2018)[9]
- «Волчья яма» (2016—2017)[10]
- «Другой парень» (2017—2019)[11]
- «Бритоголовые» (2018)[12]
- «Цветение» (2019—2020)[13]
- «Общее достояние» (2019)[14]
- «Сумерки» (2020)[15]
- «Залёт» (2021—2024)[16]
- «Райское местечко» (2021)[17]
- «Бали 2002» (2022)[18]
- «Чёрный снег» (2023—2025)[19]
- «Плохое поведение» (2023)[20]
- «Пойманные» (2023)[21]
- «Выстрелы на пустоши» (2023—2025)[22]
- «Не укради» (2024—2025)[23]

### Приобретённые сериалы
- «Я — зомби» (2015—2019)
- «Озорные анимашки» (2020—2023)
- «11.22.63» (2016)
- «Билли Кид» (2022—2025)
- «Константин» (2014—2015)
- «Эш против зловещих мертвецов» (2015—2018)
- «Миллиарды» (2016—2023)
- «Лучше звоните Солу» (2015—2022)
- «Твин Пикс: Возвращение» (2017)
- «Йеллоустон» (2018—2024)
- «Робоцып» (2005—2025)
- «Сообщество» (2009—2015)
- «С большой буквы» (2017—2021)
- «Мост» (2011—2018)
- «Плоть и кости» (2015)